# Гольдман, Марк Соломонович
Марк Соломонович Гольдман (1932 — 2018) — советский диссидент и инженер.

## Биография
Родился в еврейской семье Соломона Давыдовича Гольдмана, инженера-железнодорожника, и чертёжницы. Жила семья в районе Таганки. В годы Великой Отечественной войны жил на станции Пачелма в Пензенской области в эвакуации. После окончания средней школы и попытался поступить в МВТУ, куда не попал по причине негласной квоты на евреев. По профессии инженер-гидротехник, окончил Московский институт инженеров городского строительства, беспартийный. Работал инженером пролетарского районного жилищного управления города Москвы, где и проживал. 
В 1956-1957 годах был членом подпольной студенческой марксистской группы «Союз патриотов России» («кружок Краснопевцева»). Размножал и распространял листовки с требованиями демократизации общества (о пленуме ЦК КПСС в июне 1957). Должен был приступить к обучению в Московском университете марксизма-ленинизма, однако не успел. Арестован 5 сентября 1957, приговорён Мосгорсудом 12 февраля 1958 по статьям 58-10 части 1, 58-11 («участии в антисоветской организации») к 6 годам ИТЛ. Находился в заключении в Дубравлаге — посёлки Явас, Сосновка, Барашево (всего 7). В лагере объявил 24-дневную голодовку, применяли принудительное кормление. Получал неоднократные отказы о пересмотре дела. 
После освобождения 7 сентября 1963 года жил в Липецке. В 1971 году осуждён по статье 218 УК РСФСР («изготовление и хранение огнестрельного оружия») на полтора года ИТК. Срок отбывал в лагере № 3 города Елец. Реабилитирован 4 мая 1989, в дальнейшем занимался правозащитной деятельностью.
В 1992 из-за конфликта с руководством уволен из НПО «Спецоборудование», поступил редактором отдела по связям с общественностью в независимую областную газету «Панорама». Утверждён членом общественного совета при управлении МВД России по Липецкой области. В 74 года закончил магистратуру в Высшей школе экономики по политологии. Постоянный участник соревнований по гиревому спорту.
Состоял в партии «Союз правых сил». В 2007 году баллотировался в депутаты Госдумы от «Союза правых сил».

## Союз патриотов
В 1957 году Лев Краснопевцев и его товарищи размножили фотографию рукописной антихрущевской листовки и раскидали триста экземпляров по жилым домам. По мнению «Сахаровского центра», Краснопевцев имел «целью добиться десталинизации». Через месяц (14 августа 1957 года) по «университетскому делу» были арестованы девять членов кружка, включая Льва Краснопевцева, Леонида Ренделя, Николая Покровского, Вадима Козового, Марата Чешкова, Марка Гольдмана, В. Меньшикова, Н. Обушенкова, М. Семёненко. Приговорены Мосгорсудом 12 февраля 1958 года к длительным срокам заключения.